# Alice Pegler
Alice Margherite Pegler (Keiskammahoek, 21 luglio 1861 – Umtata, 17 giugno 1929) è stata un'insegnante e botanica sudafricana, collezionista di materiale botanico.

## Biografia
Figlia di S. Mackin Pegler, Alice venne educata al convento domenicano a King William's Town. Sebbene preparata per fare l'insegnante, abbandonò questa carriera e si stabilì a Kentani dove allevò e istruì le sue nipoti. Ebbe problemi di salute durante tutta la sua vita, e tra questi complicazioni croniche alla vista.
A Kentani iniziò una vasta collezione di tutta la flora che trovò entro un raggio di 5 miglia dal villaggio. Il collezionismo la portò ad una regolare corrispondenza con botanici come Peter MacOwan, Harry Bolus, HHW Pearson, Selmar Schonland e Illtyd Buller Pole-Evans. Le sue meticolose note sulle piante di Kentani in tutte le stagioni furono pubblicate su Ann. Bol. Herb. 5: 1-32 (1918). Alice donò esemplari di piante agli erbari di vari musei locali o a importanti botanici sudafricani: inviò piante al Museo del Sud Africa (tra il 1905 e 1907 e nel 1909), dove l'erbario era sotto la supervisione del professor HHW Pearson e al botanico P. MacOwan (tra il 1904 e il 1905), all'Albany Museum di Grahamstown dove era attivo S. Schonland (inviò alcune piante rare di Rustenburg nel 1903, poi 1905, 1906, 1909 e 1910).
Alice Pegler non si limitò alla flora, ma studiò anche invertebrati come scarafaggi, insetti, ragni e scorpioni. Nel 1903, viaggiò nel Transvaal dove raccolse materiale tra Rustenburg e Johannesburg. Alla fine, a causa dei suoi problemi di salute, dedicò la sua attenzione a alghe e funghi. Un elenco dei funghi raccolti nel 1911-14 nel distretto di Kentani venne pubblicato su Ann. Bol. Herb. 2: 184-93 (1918). Bolus rese omaggio a questa raccolta nel vol. 2 delle sue Orchids of South Africa (1911) e descrisse Alice come qualcuno "che, nonostante la delicata salute, è stato instancabile nell'esplorare la flora del suo quartiere". Nei sette anni che precedettero la sua morte, Alice Pegler divenne invalida e la sua collezione, che contavano 2.000 esemplari, fu donata all'Istituto botanico nazionale sudafricano di Pretoria.
Nel 1912 diventò membro della Linnaean Society. In suo onore, la piccola aloe sudafricana fu intitolata Aloe peglerae. Lo stesso con il genere Peglera Bolus (che divenne sinonimo di Nectaropetalum Engl.), il Chironia peglerae Prain, Chionanthus peglerae (CH Wr.) Stearn e i funghi Puccinia pegleriana Doidge, Ravenalia peglerae Pole-Evans, Uromyces peglerae Pole-Evans, Ustilago peglerae Bubak & Syd e molti altri.